# Leichtathletik-Weltmeisterschaften 2013/Teilnehmer (Republik Moldau)
| Gelbes Symbol für Goldmedaillen mit stilisierten Olympischen Ringen | Graues Symbol für Silbermedaillen mit stilisierten Olympischen Ringen | Braundes Symbol für Bronzemedaillen mit stilisierten Olympischen Ringen |
| ------------------------------------------------------------------- | --------------------------------------------------------------------- | ----------------------------------------------------------------------- |
| —                                                                   | —                                                                     | —                                                                       |

Der Leichtathletik-Verband der Republik Moldau stellte eine Teilnehmerin und drei Teilnehmer bei den Leichtathletik-Weltmeisterschaften 2013 in der russischen Hauptstadt Moskau.

## Ergebnisse

### Männer

#### Laufdisziplinen
| Athlet         | Disziplin        | Vorlauf        | Vorlauf | Halbfinale | Halbfinale | Finale       | Finale |
| Athlet         | Disziplin        | Zeit           | Platz   | Zeit       | Platz      | Zeit         | Platz  |
| -------------- | ---------------- | -------------- | ------- | ---------- | ---------- | ------------ | ------ |
| Ion Luchianov  | 3000 m Hindernis | 8:19,64 min SB | 5       |            |            | 8:19,99 min  | 9      |
| Sergiu Ciobanu | Marathon         |                |         |            |            | 2:34:17 h SB | 48     |
| Roman Prodius  | Marathon         |                |         |            |            | 2:29:08 h    | 46     |

### Frauen

#### Laufdisziplinen
| Athlet          | Disziplin | Vorlauf | Vorlauf | Halbfinale         | Halbfinale         | Finale             | Finale             |
| Athlet          | Disziplin | Zeit    | Platz   | Zeit               | Platz              | Zeit               | Platz              |
| --------------- | --------- | ------- | ------- | ------------------ | ------------------ | ------------------ | ------------------ |
| Olesea Cojuhari | 400 m     | 52,45 s | 26      | nicht qualifiziert | nicht qualifiziert | nicht qualifiziert | nicht qualifiziert |